# 武者回歸
《武者回歸》（英語：Returner），2002年上映的日本電影。是使用了大量電腦特技的科幻電影、動作片。主演是金城武和鈴木杏。

## 故事簡介
2084年的地球被叫做「dagura（達古拉）」的外星人侵略，人類面臨滅絕的危機。在最後的人类反抗军基地被攻破之刻，反抗军战士、少女美里通过时间机器，超越82年的時空，來到2002年10月15日，消滅地球上最初降临的達古拉。陰錯陽差下，她出现在一个人口贩卖交易的现场，職業殺手宮本为复仇而刺杀黑社会头目沟口的枪战中，导致前者刺杀失败。
宫本将美里当作偷渡客带回家中，美里将自己的身份告诉宫本，希望宫本能够帮助自己找到并消灭第一只降临的达古拉，阻止它将外星大军引到地球。宫本不相信美里的故事，美里用超科技在宮本頸部貼了炸彈，让宫本被迫跟美里一起行動。两人开始了寻找达古拉的行动。与此同时，沟口受黑社会大佬指派探查不明飞行物的事情，在科学研究所发现了配有超科技强大火力的外星战机和在生的外星人。沟口决定独占外星战机和外星人，雇佣了武装佣兵要将其劫出。而宫本和美里也查探到了外星人在研究所的线索。两人潜入研究所准备杀死外星人，美里却发现外星人并不是达古拉。这时沟口和佣兵也赶到，双方火拼後，美里和宫本用计逃出。
沟口劫出外星战机和外星人後要将宫本和美里灭口。两人一面逃避沟口的追杀，一面思考如何阻止战争。从外星人给出的信息中，两人猜测可能是沟口杀死了外星人，而导致战争爆发。两人遂出发阻止沟口的行动，但反而被沟口识破。激战之後，美里被沟口劫持，宫本利用美里留下的超科技武器最终打败了沟口和他的手下，救回了外星人。最终，外星人派出飞船来接应同伴，原来达古拉就是穿上了拟态战斗服的外星人。两人最终阻止了战争爆发，宫本也成功复仇，杀死了沟口。然而这时，由于未来被改变，美里的身体慢慢消失……

## 主要演員
| 演員     | 角色 |
| 金城武   |      |
| 鈴木杏   |      |
| 岸谷五朗 |      |
| 樹木希林 |      |
| 高橋昌也 |      |
| 飯田基祐 |      |
| 川合千春 |      |
| 本鄉奏多 |      |

## 得獎記錄
| 頒獎典禮             | 獎項               | 名字     | 結果 |
| -------------------- | ------------------ | -------- | ---- |
| 第26屆日本電影金像獎 | 新人演員獎、話題獎 | 鈴木杏   | 獲獎 |
| 第26屆日本電影金像獎 | 最佳男配角         | 岸谷五朗 | 提名 |
| 第26屆日本電影金像獎 | 最佳女配角         | 樹木希林 | 提名 |
| 第26屆日本電影金像獎 | 最佳剪輯獎         | 田口拓也 | 提名 |